# Naim Ateek
Naim Stifan Ateek, Arabisch: نعيم عتيق - Na’īm ’Ateeq, (Beisan (tegenwoordig Beet She'an), 1937) is een Palestijns anglicaans geestelijke, theologisch auteur en de oprichter van het in Jeruzalem gevestigde oecumenisch centrum voor bevrijdingstheologie Sabeel (Arabisch voor "weg", "kanaal" of "bron"). Ateek is Israëlisch staatsburger en heeft dus een Israëlisch paspoort, dit in tegenstelling tot Palestijnen in Oost-Jeruzalem, de Westbank en Gaza.

## Biografie
In diverse interviews heeft Naim Ateek verteld hoe de Nakba, de etnische zuiveringen door Israël in 1948, voor zijn familie op een catastrofe uitliep. Hij was net twaalf jaar oud toen op 12 mei 1948 zijn geboortedorp Beisan (Beth Shean) twintig kilometer ten zuiden van het meer van Galilea werd bezet door Israëlische soldaten. Zijn familie, Naim was het achtste kind in een gezin van 10, waren christenen binnen een overwegend islamitische gemeenschap. Na veertien dagen dreigde de militaire commandant zijn vader dat de familie Ateek zou worden gedood, tenzij zij Beisan onmiddellijk zouden verlaten.  Alle christenen van Beisan werden daarop naar Nazareth gedeporteerd en de moslims naar Jordanië. Tien jaar later, op de tiende verjaardag van de oprichting van de staat Israël, was het alle Israëlische Arabieren toegestaan om vrij te reizen zonder een vergunning. De Ateeks gingen terug naar Beisan om er te ontdekken dat hun voormalige huis was bezet door een Joodse familie. Hun verzoek om even naar binnen te mogen kijken, werd afgewezen met de mededeling: "Dit is ons thuis, niet dat van jullie". De vader van Ateek stierf kort daarop aan een hartaanval.

## Theologisch werk
Ateek haalde zijn in 1963 zijn BA aan de Hardin-Simmons University, Abilene, Texas in 1963, en zijn Master Godgeleerdheid in 1966 in Berkeley (Californië). Daarna keerde hij terug naar Galilea, waar hij ging werken als episcopaals (anglicaans) priester. In het begin van de jaren tachtig promoveerde hij aan het San Francisco Theological Seminary. Ateek ontving verscheidene eredoctoraten.
Ateek was in zijn boek Justice, and only Justice de eerste theoloog die in 1989 een aanzet gaf tot een Palestijnse bevrijdingstheologie. Dit boek legt zowel religieuze, Bijbelse als theologische dimensies van het conflict over Palestina bloot. Zijn werk vond navolging bij christelijke auteurs als Mitri Raheb en Yohanna Katanacho, maar is ook van invloed op het werk van joodse bevrijdingstheologen als Marc Ellis en Mark Braverman. Ateek geeft wereldwijd lezingen, ook aan Nederlandse universiteiten, waarin hij zich sterk afzette tegen de zogenaamde Israëltheologie. Zijn laatste boek, A Palestinian Christian Cry for Reconciliation, werd gepubliceerd in 2008. Ateek nam in september 2011 deel aan de Kairosconferentie in Amsterdam en gaf in de week daarop een lezing aan de Radbouduniversiteit in Nijmegen.
Ateek waardeert dat westerse christelijke theologen na de Tweede Wereldoorlog werk zijn gaan maken van een theologische reactie op de Shoah en de westerse kerken hebben willen zuiveren van antisemitisme en anti-judaïsme, maar hij vindt dat ze zijn doorgeschoten. Een toen noodzakelijke contextuele theologie leidde na verloop van tijd tot onwrikbare 'dogma's, zo vindt hij. Een voorbeeld daarvan noemt hij de zogenaamde "onopgeefbare band" met "Israël" onder Nederlandse protestanten, omdat de staat Israël hierbij inbegrepen is en waarbij geen plaats is voor reflectie op de Nakba. Ateek vindt dat sommige joodse en christelijke exegeten de Bijbel zijn gaan lezen “als een Zionistische tekst” en zo “dat het voor Palestijnse christenen bijna weerzinwekkend werd”,. Deze ‘Landtheologen’ maken het volgens Ateek voor Palestijnse christenen zeer lastig om het Oude Testament op hun eigen manier te lezen en te begrijpen. Hij zoekt de oplossing in “een theologie die bevrijdt”, gebaseerd op Jezus Christus zelf. Ateek maakt Jeruzalem tot het religieuze hart van zijn theologie, waarbij hij het exclusivisme van bijvoorbeeld de profeet Nehemia expliciet afkeurt (2:19-20). Actuele slogans als ‘Jeruzalem is joods’ of ‘Jeruzalem is islamitisch’ wijst hij met klem van de hand.

## Kritiek op christelijke apocalyptici
Naim Ateek reageert verder op de voorname plaats die de Shoah in de protestantse theologie over het Land is gaan innemen. Behalve op de Shoah wijst hij daarbij op de invloeden van het premillennialisme op de protestantse theologie over het Land. Ateek wijst in Angelsaksische landen vooral op 19de-eeuwse tendensen van dit premillennialisme, die toen al werden vertaald in een christen-zionistische lobby om de terugkeer van de joden naar het Land te bespoedigen, omdat alleen daarna Christus zou kunnen terugkomen op aarde. Ateek vindt dat een vorm van ketters bijgeloof. Volgens Ateek halen de nieuwe christelijke apocalytici hun inspiratie voor hun verwachting van een spoedige Eindtijd bij de kerkvader Ireneüs (ca. 140-202), maar staan ze ver af van Augustinus (354-430) die juist a-millennialistisch dacht. Ateek herleidt christelijke bewegingen voor het zionisme ook tot Anthony Shaftesbury (1801-1885) die zijn millennialistische ambities goed vond passen bij de toenmalige belangen van het Britse Rijk. Volgens Ateek leidt het premillennialisme vandaag tot "bekrompen, exclusieve, xenofobische paradigma’s".

## Interreligieuze dialoog
Naim Ateek zet zich in voor interreligieuze dialoog met bijvoorbeeld joodse bevrijdingstheologen zoals Ellis en Braverman, én met liberale moslims, die net als Ateek een claim op het Land vanuit hun godsdiensten afwijzen. Ateek erkent het bestaansrecht van de staat Israël en is een voorstander van de zogeheten Tweestatenoplossing, maar verzet zich tegen een verondersteld joods karakter van Israël en een evenzo tegen een verondersteld islamitisch karakter van Palestina, omdat dit strijdig is met de geschiedenis en de scheiding van tussen kerk en staat. Daarom wordt Ateek door zionisten en christenen die het zionisme steunen kritisch gevolgd, zoals door Ds. G. Abma, een woordvoerder van de christen-zionistische organisatie Christenen voor Israël die op 28 maart 2008 in het Reformatorisch Dagblad zei dat Ateek het Israëlische optreden zou hebben vergeleken met dat van nazi-Duitsland. Volgens Abma zou Ateek in zijn boek Recht en gerechtigheid, Een Palestijnse bevrijdingstheologie beweerd hebben dat “sommige methoden van onderdrukking die de Staat Israël hanteert tegen de Palestijnen vergeleken kunnen worden met de methoden die de nazi’s tegen de Joden gebruikten. De onderdrukten zijn de onderdrukkers geworden”.
De predikant Henri Veldhuis verweet Abma daarop dat hij Ateek onjuist geciteerd heeft. Ateek maakte niet zelf die vergelijking, aldus Veldhuis, maar schreef: “Het is ironisch dat sommige methoden van onderdrukking die de staat Israël hanteert tegen de Palestijnen, vergeleken zijn met de methoden die de nazi's tegen de Joden gebruikten. De onderdrukten zijn inderdaad de onderdrukkers geworden". Ateek merkt volgens Veldhuis op dat anderen deze vergelijking maken, want in de bijbehorende voetnoot refereert Ateek aan professor Israël Shahak van de Hebreeuwse Universiteit te Jeruzalem, voorzitter van de Israëlische Bond voor Mensen- en Burgerrechten, die bepaalde praktijken vergelijkt met die van de nazi's. Volgens Abma zijn Israëlische dissidenten als Israël Shanak en Uri Avnery echter vervuld van “zelfhaat”.

## De Israëlische regering kiest de verkeerde kant van de geschiedenis
Op 4 juli 2014 veroordeelde Ateek in scherpe bewoordingen een escalatie van geweld, waar ook kinderen het object van waren: "Wij treuren met alle families. Palestijnen en Israëliërs. Wij veroordelen de moorden, die ofwel werden begaan door het Israëlische leger, door vrijgevochten kolonisten, door extremistische Palestijnen of door onbekende verdachten. Wij verdedigen de heiligheid van ieder mensenleven, dat van Israëliërs net zo goed als dat van Palestijnen, van joden als dat van moslims, van moslims en dat van christenen." 
Hij richtte zijn j'accuse eerst en vooral tegen de regering van Israël, die de verkeerde kant van de geschiedenis gekozen heeft: "Niet alleen de Palestijnen, maar de geschiedenis zelf is hier tegen. De toekomst van de wereld ligt in het samenleven binnen multi-etnische, multiraciale en multireligieuze gemeenschappen. De geschiedenis is aan de diversiteit, niet aan de uniformiteit. De rechtse regering van Israël is de schuldige, zij is verantwoordelijk; zij is de dader. Zij bedreigt de levens van Israëlische en Palestijnse jongeren, want zij heeft het plan getrokken voor een etnische en racistische loop van de geschiedenis, die onhoudbaar is".

## Naim Ateek en Nederland
Naim Ateek bezocht verscheidene keren Nederland. In 2011 sprak hij op uitnodiging van de Stichting Kairos Palestina Nederland op 15 en 16 september tijdens de Kairosconferentie aan de Vrije Universiteit in Amsterdam voor 200 mensen. Aansluitend was hij op 19 september 2011 te gast in het Soeterbeeckprogramma van de Radboud Universiteit waar hij 180 toehoorders trok. Ateek nam hier als christen afstand van de huidige bestaanswijze van de staat Israël en een theologie die haar verbijzondert boven andere staten: "Als christen voel ik me niet prettig bij het idee van commitment aan een staat: een staat is een door mensen gemaakte entiteit, een politiek construct, en daaraan is geen onvoorwaardelijk commitment mogelijk, of het zou gelijkstaan aan afgoderij. Een staat moet kritisch kunnen worden bekeken."

Op 24 april 2012 werd tijdens een symposium in Amersfoort de Nederlandse vertaling van A Palestininan Cry for Reconciliation, onder de titel Een Palestijnse christen over vrede en recht aangeboden aan Naim Ateek en aan vertegenwoordigers van de Nederlandse kerken. Het boek kreeg een voorwoord van Arjan Plaisier en Desmond Tutu.